# Carsten Fischer (Jurist)
Carsten Fischer (* 2. November 1976 in Gronau (Westf.)) ist ein deutscher Rechtswissenschaftler.

## Leben
Er studierte von 1997 bis 2002 Rechtswissenschaft an der Universität Münster. Er wurde bei Andreas Thier in Zürich 2013 promoviert. 2018 habilitierte er sich in Köln. Seit 2020 ist er Inhaber der Professur für Bürgerliches Recht, Deutsche und Europäische Rechtsgeschichte in Trier.
Seine Forschungsschwerpunkte sind Wirtschaftsrechtsgeschichte des Mittelalters und der Frühen Neuzeit, des mittelalterlichen Lehnswesens und seines Rechts, des Rheinischen Rechts sowie der Kontaktzonen von britischer und deutscher Rechtswissenschaft zwischen dem 17. und 19. Jahrhundert.

## Schriften (Auswahl)
- Schildgeld und Heersteuer. Eine vergleichende Studie zur Entwicklung lehnsrechtlicher Strukturen durch die Umwandlung vasallitischer Kriegsdienste in Geldabgaben im normannisch-frühangevinischen England und staufischen Reich. Frankfurt am Main 2013, ISBN 978-3-465-04178-8.
  - Rezension
  - Rezension
  - Rezension
  - Rezension